# Бахман (месец)
Бахман (на персийски: بهمن) е 11-ият месец на годината според иранския календар. Той се състои от 30 дни и е втори месец на зимата. Спрямо Григорианския календар месец бахман е между 21 януари и 19 февруари.

## Етимология
Месеците на иранския календар носят имената на зороастрийските божества. Бахман произлиза от Воху Махан (или Воху Мана), авестийското име на едно от божествата Амеша Спента.

## Официални празници
- 22 бахман – Ден на ислямската революция в Иран.

## Събития и чествания
- 1 бахман – Ден на Фирдоуси, персийски поет, автор на Шах-наме.

- 2 бахман – Празник Бахманган (на персийски: بهمنگان), празник на името Бахман.

- 10 бахман – Празник на стоте (на персийски: جشن سده – Джашне саде), древен ирански празник на огъня.

- 19 бахман – Ден на военновъздушните сили на Иран.